# Phlyctidaceae
Phlyctidaceae is een botanische naam voor een familie van korstmossen behorend tot de orde Ostropales. Het typegeslacht is Phlyctis. Soorten binnen deze familie hebben meestal een tropisch verspreidingsgebied en komen meestal voor op boomschors.

## Geslachten
De familie bestaat uit de volgende twee geslachten:
- Phlyctis
- Psathyrophlyctis